# 赤羽警察署
赤羽警察署（あかばねけいさつしょ）は、東京都にある警視庁が管轄する警察署の一つである。第十方面本部所属。管内には第十方面交通機動隊（十交機）本部も存在する。
北区の北側を管轄している。
署員数およそ290名、識別章所属表示はRC。

## 所在地
- 東京都北区神谷三丁目10番1号
  - 最寄駅：東京メトロ南北線志茂駅
  - 最寄バス停留所：都営バス王57系統「北車庫前」または「北車庫入口」- 都営バスの北自動車営業所が当署と隣接している。

## 管轄区域
北区のうち、以下の町丁の全域を管轄。
- 赤羽一・二・三丁目
- 岩淵町
- 志茂一・二・三・四・五丁目
- 神谷一・二・三丁目
- 赤羽南一・二丁目
- 赤羽西一・二・三・四・五・六丁目
- 西が丘一・二・三丁目
- 赤羽台一・二・三・四丁目
- 桐ケ丘一・二丁目
- 赤羽北一・二・三丁目
- 浮間一・二・三・四・五丁目

## 組織
- 警務課
- 交通課
- 警備課
- 地域課
- 刑事組織犯罪対策課
- 生活安全課

## 交番
- 西が丘交番（北区西が丘1丁目44番10号）
- 赤羽西交番（北区赤羽西2丁目18番19号）
- 志茂四丁目交番（北区志茂4丁目11番2号）
- 赤羽駅前交番（北区赤羽1丁目1番3号）
- 法善寺交番（北区赤羽台3丁目24番3号）
- 岩渕交番（北区岩淵町41番1号）
- 赤羽北交番（北区赤羽北2丁目32番9号）
- 浮間交番（北区浮間4丁目13番20号）
- 宮堀交番（北区神谷3丁目1番1号）

## 廃止された交番
- 志茂交番（北区赤羽南1丁目16番25号）※2007年3月で赤羽駅前交番に統合され廃止。現在は志茂地域安全センターとなっている[1]。

## 駐在所
なし

## 不祥事
2017年（平成29年）6月に埼玉県さいたま市浦和区（埼玉県浦和警察署管轄）の自宅マンションで夫の遺体を放置したとして、死体遺棄罪で起訴された53歳（2017年7月6日現在）の女が、同月9日正午頃に赤羽駅前交番に「旦那を殺しちゃった」と自首したが、対応した60代の男性交番相談員は、女が微笑みながら話す等した為妄想と判断し、本署へ行くよう促しただけで本署への連絡等の措置は取らず、女は約30分後に当署を訪れ、2人の巡査部長が話を聞いたが、女の話に一貫性が無いこと等から妄想と判断し、書類の作成や上司への報告を怠りそのまま帰し、女は10日未明にも赤羽駅前交番を訪れたが、当直の署員が帰すよう指示し、これらの不手際により事件の発覚が遅れた。女は11日、持病の治療の為に訪れた北区内の病院で「夫を殺したかもしれない」と話した為、病院職員が110番通報し、警視庁を通じて連絡を受けた埼玉県警察が遺体を発見し、15日に女を死体遺棄容疑で逮捕した。女の夫は、女が最初に申告した時点で既に亡くなっていたとみられている。